# سیارک ۶۴۶۳
سیارک ۶۴۶۳ (به انگلیسی: 6463 Isoda، نامگذاری:1994AG3) شش هزار و چهارصد و شصت و سومین سیارک کشف شده‌است که در ۱۳ ژانویه ۱۹۹۴ کشف شد.
قدر مطلق سیارک برابر ۱۱٫۹۰ است.